# 重庆望龙门高层住宅群
重庆望龙门高层住宅群是重庆市渝中区朝天门街道的一处建筑群，总建筑面积64733平方米，1992年建成，包含5幢楼，其中1至4号楼为住宅，5号楼为偿还公建；建筑群的2、3号楼构成了居民小区白象居，门牌为白象街1至6号，其因依据独特的山城地貌而建，20余层楼高而无电梯等因素，曾成为多部电影、电视剧的取景地，后成为热门观光地。

## 概况

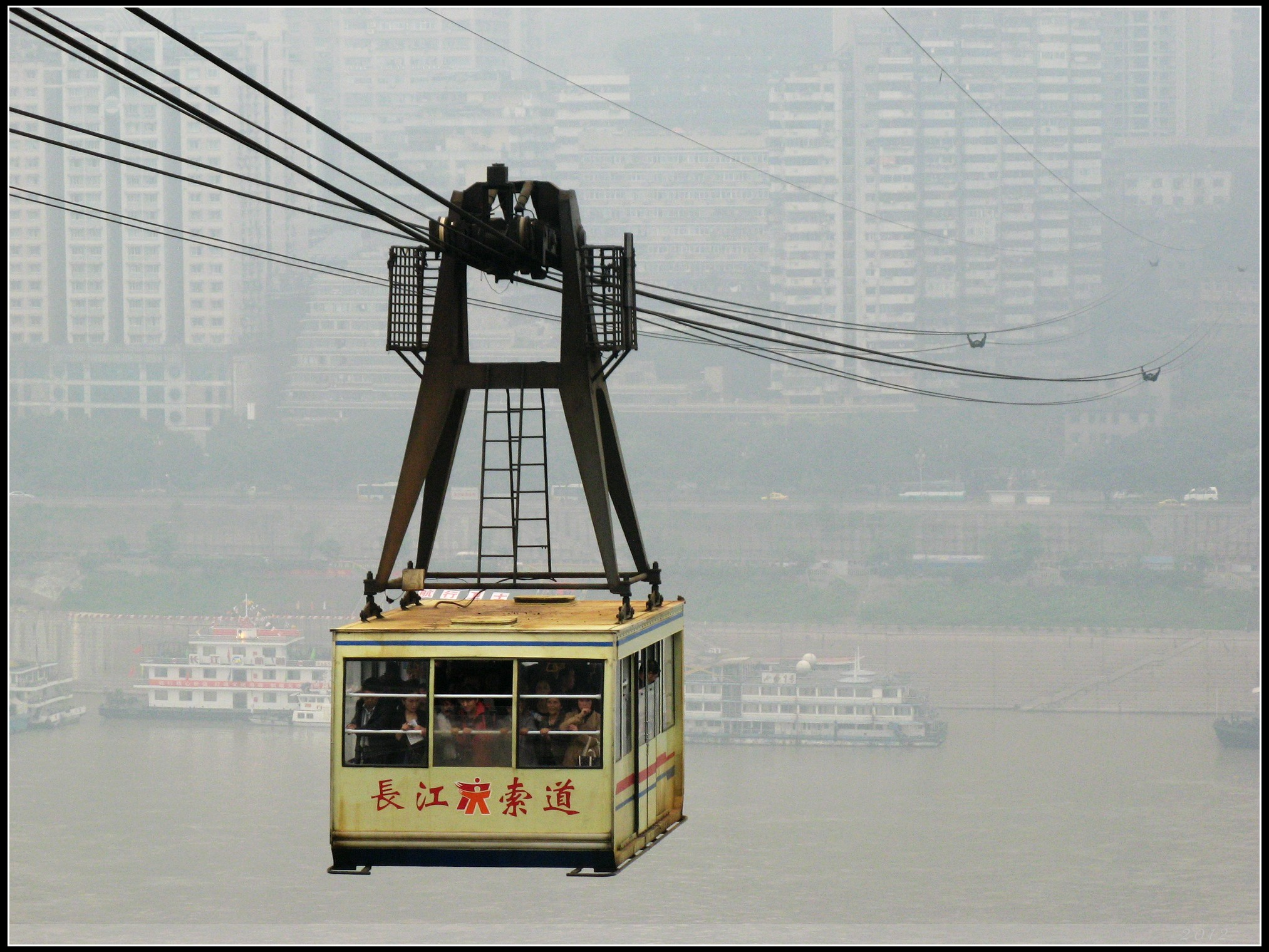
缆车顶部后方即是望龙门高层住宅群

重庆望龙门高层住宅群总建筑面积64733平方米，依地形而建，东—北面为2、3号楼，筒楼，每幢楼分3个单元，错角相连，总共6个单元楼，其排成一线，横向长约140米，由北至东各单元有20、23、22、23、24、24层，每单元4户，蝶形排列，中间有剪子梯；西—南面为1、4、5号楼，台阶条式住宅楼（退台式建筑），高在4至12层之间，内有多处天井和内廊，高低不一的建筑在住宅群东南侧形成了一处宽60m的开口，可使住宅群内约75%的住户看见江景。
全住宅群有1、10、15共3个入户层，分别通往解放东路、白象街伸出的平台、长江滨江路原下望龙门车站，楼宇之间通过空中走廊连接，但因为地基层高度不同，同一平面相连的楼层层号并不相同。望龙门高层住宅群本应属于高层住宅建筑，但如以入户层水平分割，住宅群可划为上中下3部分，每部分高6至9层，将按彼时照建筑标准则变成了多层住宅，使楼宇可以免去电梯，不过2、3号楼每单元楼梯处仍保留了电梯位。

## 历史
住宅群所在的望龙门地区位于渝中区东南部，长江北岸；住宅群场地总体呈现梯形，边长100至130米不等，西北临解放东路和白象街，东北靠望龍門纜車（已于1993年废弃），西南面原为旧城改造的待改区，场地内地面高差20至30米不等。重庆解放前此处曾是市区重要的码头地区之一，街巷沿等高线修建，狭窄不通车，街间有楼梯连接，改革开放后高密度住宅在中国大陆兴起，重庆随之效仿，1983至87年，张从正、孙志经、曾凡祥设计此住宅群，设计时便希望可以利用地形减少住户出行需要上下的高度（包括建筑外附近街道上需要上下的高度），最终决定采用此3出入口设计，除了省去电梯，经计算此方案较电梯方案更能减少住户出行需要上下的高度。住宅群于1992年建成。
随着《火锅英雄》《少年的你》《隐秘的角落》等作品来此取景，望龙门高层住宅群逐渐成为热门观光地，其中白象居的空中连廊最受欢迎，过道两侧还形成了商业业态，有羊肉汤锅店、快饮店、咖啡馆、小卖店、摄影店等。但随大量游客涌入，楼内时常出现乱丢垃圾、随地吐痰、大声喧哗等不文明行为，还出现了楼内居民需要排队回家的情况，有的商户也占道经营，对居民造成了困扰，2023年5月，居民一度自发在楼外树立“居民住宅，谢绝参观”字牌，不过经协调于当月25日撤除。后经朝天门街道和其他部门与居民多次沟通，渝中区统筹经费为楼内安装了监控探头等设施，居民组成了志愿者服务队，劝导游客文明观光，乱像得到了一定地治理。

## 评价
对于楼宇本身，《教师建筑与规划设计作品集》评价该楼巧妙利用38米地形高差，提出了“空中通道层”“层面及多标高入口”“ 公共交往廊＂“变高层为多层”等构思 ，首创20余层不设电梯的高层住宅；建筑的造 型起伏生动，室外空间丰富，有山地建筑特色。该楼宇曾获得1993年重庆市高层建筑消防设计一等奖、1994年重庆市优秀工程设计一等奖。
对于楼宇的文旅价值，渝中区文化旅游委副主任邓琳认为此地是非常具有重庆特色的一个地方，拉动了周边的旅游经济发展，希望寻求到居民需求和游客需求之间的平衡点和契合点。